# Шаройский историко-архитектурный комплекс
Шаройский историко-архитектурный комплекс расположен в селе Шарой Шаройского района Чечни. В состав комплекса входят семь боевых башен, 26 жилых и мечеть. Самые древние из строений относятся к XIII веку. Комплекс входит в состав Аргунского музея-заповедника, на территории которого находится около 700 памятников истории, культуры, археологии, архитектуры и природы.
Комплекс расположен на юго-восточной окраине села на базальтовом плато, что позволило строителям отказаться от фундаментов зданий. На стенах многих сооружений сохранились петроглифы. Толщина стен зданий колеблется в пределах 0,5-0,85 м. Башни ориентированы по сторонам света. Самая высокая из них достигает 23 м. Камни, из которых построены здания комплекса, имеют разную форму и размер, но тщательно подобраны и обработаны и скреплены известковым раствором. Боевые башни оснащены машикулями. Периметр комплекса обнесён каменным забором. Длина периметра составляет 490 метров, а площадь — 0,8 га.
Комплекс был почти полностью разрушен в годы первой и второй чеченских войн. В 2010-х годах началась его реставрация, которая была закончена в 2020 году. Комплекс признан объектом культурного наследия регионального значения.

## Галерея

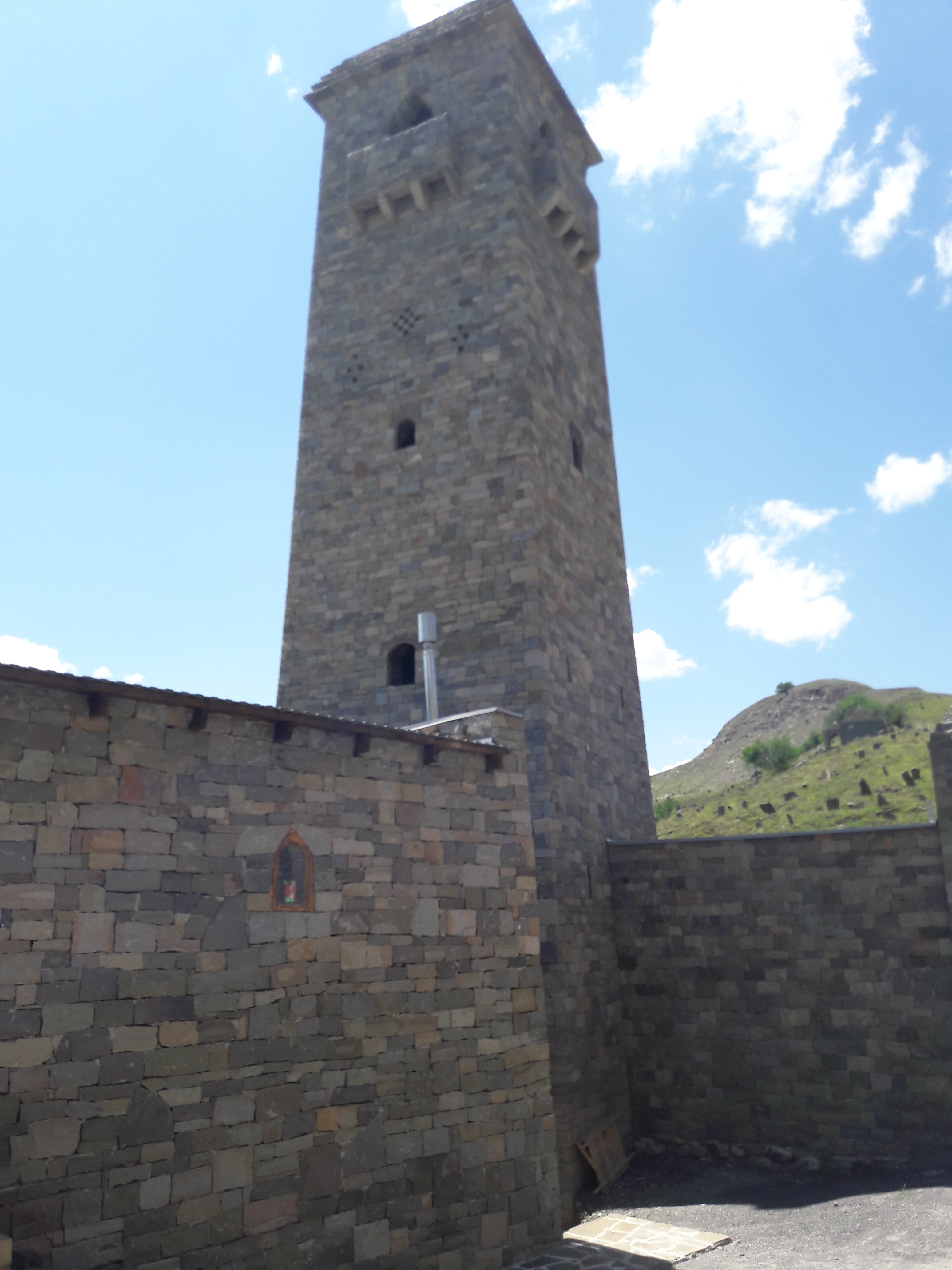
Одна из боевых башен комплекса
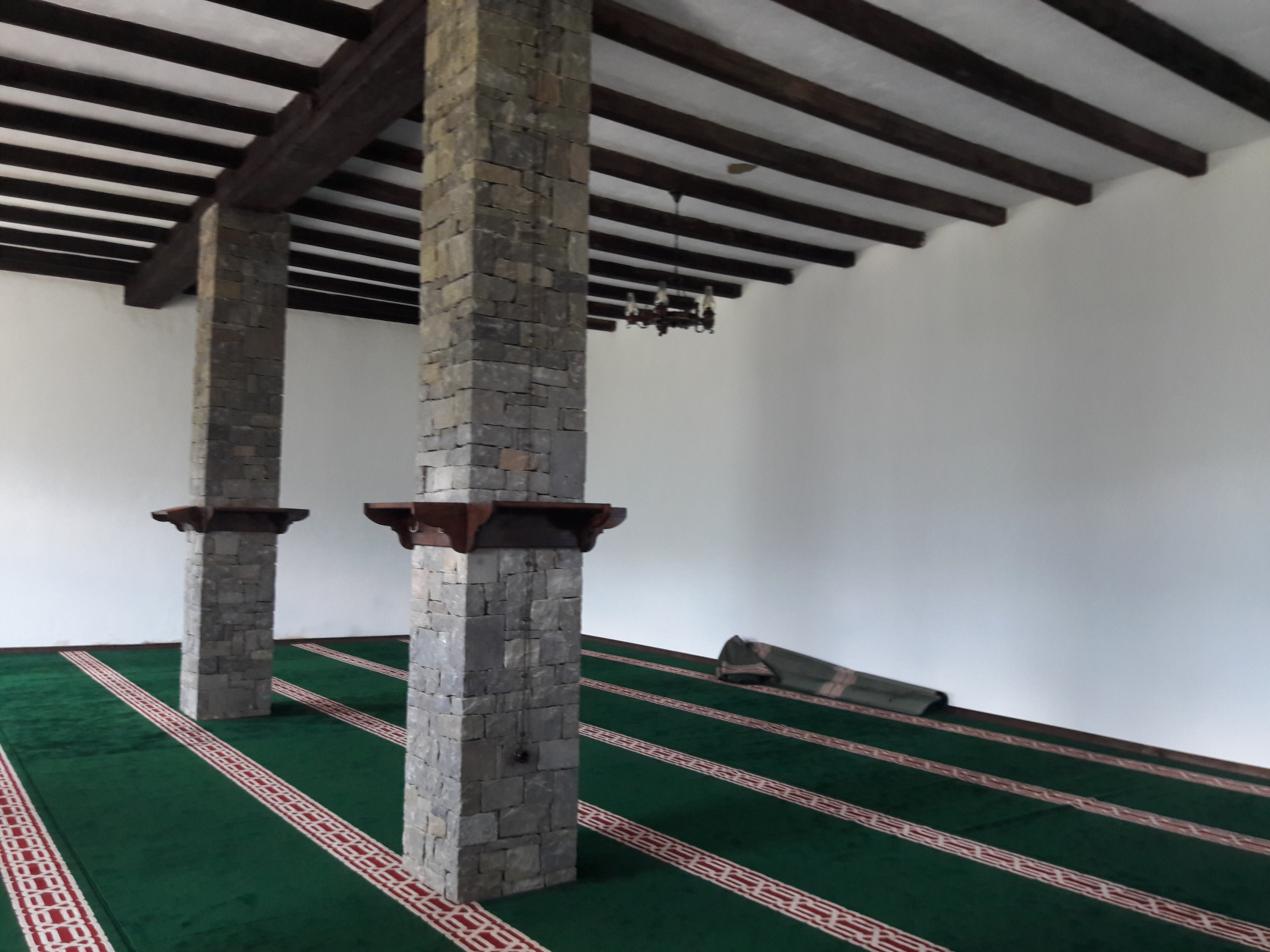
Внутреннее убранство мечети
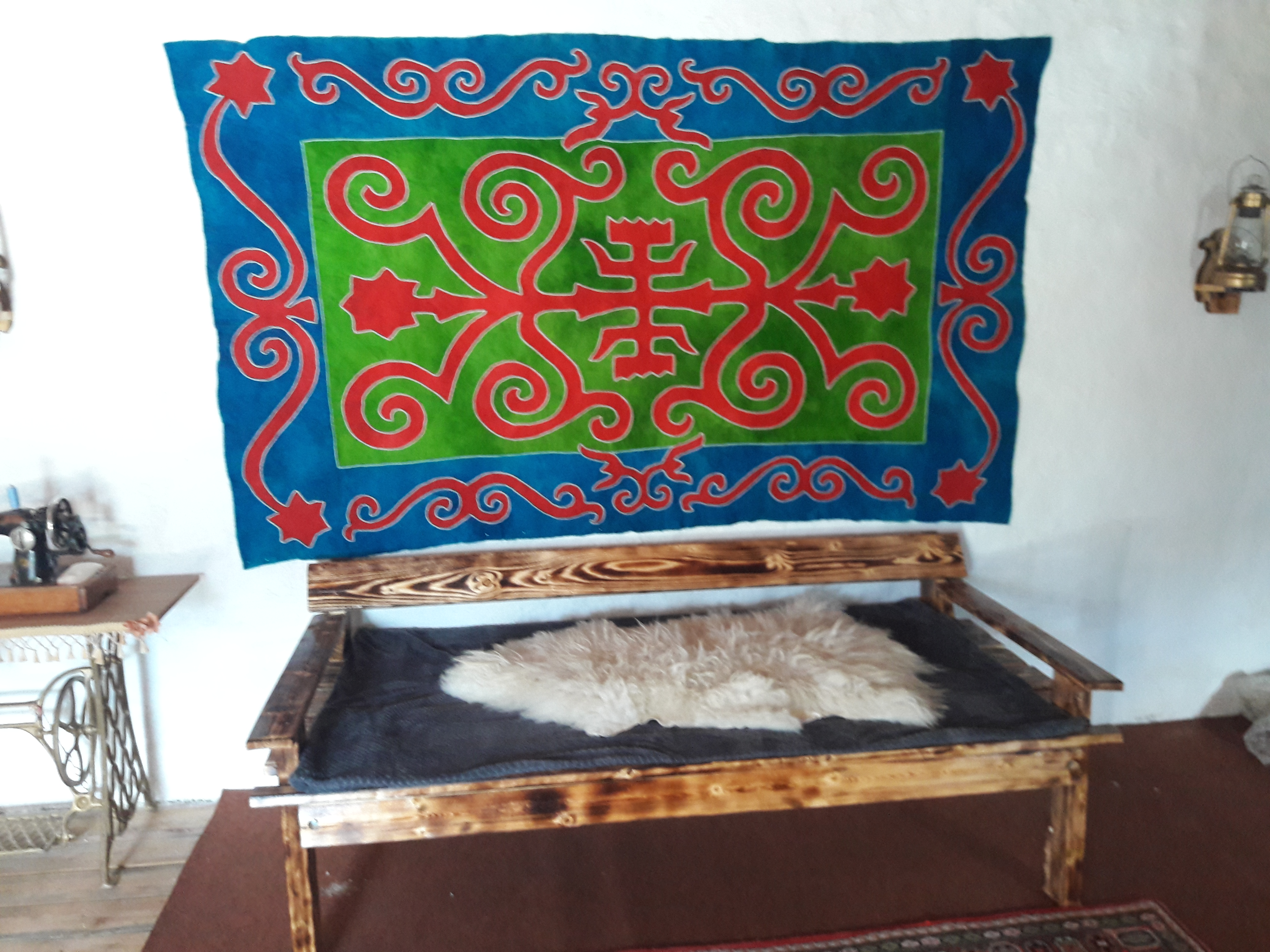
Интерьер жилой башни